# امیررضا احمدی (بازیکن بسکتبال)
امیررضا احمدی ورزشکار اهل ایلام است که در رشتهٔ بسکتبال با ویلچر فعالیت می‌کند. او سابقهٔ حضور در بازی‌های پارالمپیک تابستانی ۲۰۲۰ را دارد.